# Камерон Берстоу
Камерон Берстоу (енгл. Cameron Bairstow; Бризбејн, 7. децембар 1990) је аустралијски кошаркаш. Тренутно је члан Бризбејн булетса.